# Opogona pyrometalla
Opogona pyrometalla är en fjärilsart som beskrevs av Edward Meyrick 1928. Opogona pyrometalla ingår i släktet Opogona och familjen äkta malar. Inga underarter finns listade i Catalogue of Life.